# Johann Heinrich Alsted

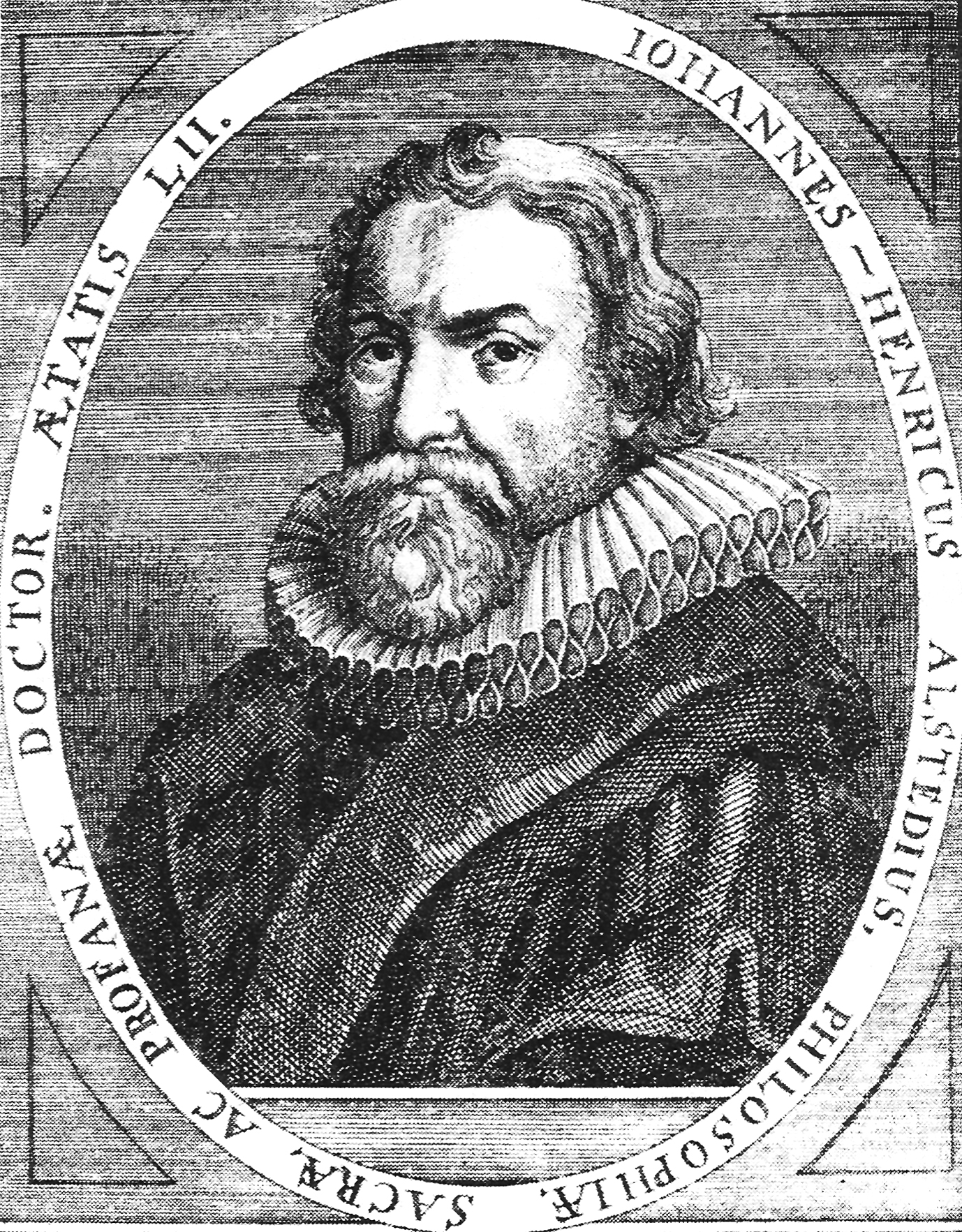
Johann Heinrich Alsted

Johann Heinrich Alsted (auch Johann Heinrich Alstedt; * Mitte März 1588 in Ballersbach bei Herborn; † 9. November 1638 in Weißenburg, Siebenbürgen) war ein deutscher reformierter Theologe, Philosoph, Pädagoge, Enzyklopädist und Polyhistor.

## Leben
Johann Heinrich Alsted war ein Sohn des Pfarrers Jakob Alsted († 1622) und dessen Frau, Rebekka geborene Pincier aus Wetter, verwitwete Mehrius.
Nach dem Besuch des Pädagogiums studierte Alsted an der Hohen Schule Herborn, unter anderem bei Johannes Piscator. Ab 1608 wirkte er als Pädagogearch und Präzeptor der ersten Klasse am Herborner Pädagogium. 1610 bis 1619 war er Professor für Philosophie an der Hohen Schule Herborn. 1618 wurde Alsted von dem Grafen Johann VII. als Abgeordneter des Wetterauer Grafenvereins auf die Dordrechter Nationalsynode (1618/19) entsandt, was als eine besondere Auszeichnung aufzufassen ist. Ab 1619 war er Theologieprofessor in Herborn. Der verwitwete Professor heiratete 1625 Anne Katharina Corvinus aus Herborn († 1648).
Auf Bitte des Fürsten von Siebenbürgen Gábor Bethlen, ging Alsted zusammen mit Johann Heinrich Bisterfeld im Sommer 1629 an die durch ihn gegründete Akademie in Weißenburg in Siebenbürgen, wo jeder von ihnen eine Professorenstelle bekam. Im selben Jahr heiratete Alsted's Tochter aus erster Ehe, Susanna, seinen jüngeren Kollegen Bisterfeld. Dadurch nahm der seit 1624 bestehende wissenschaftliche Briefaustausch mit dem Universalgelehrten Wilhelm Schickard auch einen persönlichen Charakter an.
Seine Professorenstelle in der Theologie behielt Alsted bis zu seinem Tod 1638. Seine letzte Ruhestätte fand er in der Schlosskirche von Weißenburg – neben Johann Heinrich Bisterfeld und Philipp Ludwig Piscator.

## Wirken
Alsted war ein bedeutender Enzyklopädist aller Wissenschaften und Künste. Er fasste u. a. die reformierte Theologie seiner Zeit in eine Reihe von Lehrbüchern zusammen und hatte insbesondere durch seinen Schüler Johann Amos Comenius weitreichendem Einfluss auf die Pädagogik. Zu den meistzitierten Denkern bei Alsted gehören Ramon Llull, Francisco Suárez, Pedro da Fonseca, Julius Caesar Scaliger und Jacopo Zabarella.
Auf dem Boden der reformierten Föderaltheologie verknüpft und unterscheidet er »foedus naturae« und »foedus gratiae« und dementsprechend »lex« und »evangelium«, Philosophie und Theologie, Vernunft und Offenbarung. Auffällig bei Alsted ist der Chiliasmus. Heute ist er Namensgeber der in Mittenaar-Bicken ansässigen Johann-Heinrich-Alsted-Schule.
1630 veröffentlichte Alsted die Encyclopaedia Septem Tomis Distincta. Er entwirft darin auch eine Theorie der Enzyklopädie als «systema omnium systematum» (System aller Systeme). Kurzgefasst dient sie als «methodica comprehensio rerum omnium in hac vita homini discendarum» (methodische Zusammenfassung aller Dinge, die der Mensch in diesem Leben zu lernen hat).

## Schriften (Auswahl)
- Heptas Problematica: De Philosophiae Natura Et Studio, [Herbornae Nassoviorum], 1606 (Digitalisat)
- Clavis artis Lullianae. Zetzner, Straßburg 1609.
- Systema Mnemonicum Duplex: I. Minus, Succincto praeceptorum ordine Quatuor libris adornatum. II. Maius, pleniore praeceptorum Methodo, & Commentariis scriptis ad praeceptorum illustrationem adornatum Septem libris. Paltheniana, Frankfurt 1610.
- Theatrum Scholasticum in quo Consiliarius Philosophicus proponit & exponit I. Systema & Gymnasium Mnemonicum ... II. Gymnasium Logicum ... III. Systema & Gymnasium oratorium. Christoph Corvin, Herborn 1610.
- Panacea philosophica, id est facilis, nova, et accurata methodus docendi et discendi universam encyclopaediam. Christoph Corvin, Herborn 1610.
- Consiliarius Academicus et Scholasticus. Id est, Methodus Formandorum Studiorum. Continens Commonefactiones, Consilia, Regulas, Typos, Calendaria, Diaria, De ratione bene discendi & ordine studiorum recte instituendo: perpetuis Tabulis adornata: in gratiam Studiosorum tam Academicorum quam trivialium in Scholis particularibus, ut vocant. Zetzner, Straßburg 1610.
- Metaphysica Tribus libris tractata. Per Praecepta methodica: Theoremata selecta: & Commentariola dilucida. Quae omnia inferioribus disciplinis constituendis & percipiendis viam compendiariam patefaciunt. Christoph Corvin, Herborn 1613.
- Compendium Logicae Harmonicae. Exhibens Universum bene disserendi modum iuxta principia Peripateticorum & Rameorum celebriorum; distincteq[ue] proponens Praecepta Selectiora, Canones Illustriores, Et Commentaria Brevia. Christoph Corvin, Herborn 1615.
- Cursus philosophici encyclopaedia libris XXVII complectens universae philosophiae methodum, serie praeceptorum, regularum et commentariorum perpetua, 2 Bände. Christoph Corvin, Herborn 1620.
- Triumphus Bibliorum Sacrorum Seu Encyclopaedia Biblica Exhibens Triumphum philosophiae, iurisprudentiae, & medicinae sacrae, itemque sacrosanctae theologiae, quatenus illarum fundamenta ex Scriptura V. & N. T. colliguntur. Bartholomäus Schmidt, Frankfurt am Main 1625.
- Compendium philosophicum, exhibens methodum, definitiones, canones, distinctiones et quaestiones per universam philosophiam : inserti sunt hinc inde tractatus quidam rari et longe utilissimi. Christoph Corvin und Johann Georg Muderspach, Herborn 1626.
- Diatribe de mille annis apocalypticis. Eifridus, Frankfurt am Main 1627.
- Encyclopaedia Septem Tomis Distincta, 7 Bände. Christoph Corvin und Johann Georg Muderspach, Herborn 1630.

### Neuere Ausgaben
- Johann Heinrich Alsted: Encyclopaedia. Faksimile-Neudruck der Ausgabe Herborn 1630 mit einem Vorwort von Wilhelm Schmidt-Biggemann und einer Bibliographie von Jörg Jungmayr, 7 in 4 Bänden, Stuttgart : Frommann-Holzboog 1989 (Bände 1 und 2), 1990 (Bände 3 und 4), ISBN 3-7728-0954-5
- Johann Heinrich Alsted: Clavis artis Lullianae, Nachdruck der Ausgabe Strassburg, [Zetzner], 1609,  Hildesheim : Olms 1983, ISBN 3-487-07309-9